# Rue de la Herse
La rue de la Herse, est une voie de circulation de la ville de Colmar, en France.

## Situation et accès
Cette voie de circulation, d'une longueur de 140 m, se trouve dans le quartier centre.
On y accède par les rues Turenne, de l'Ancienne-Mairie, des Bateliers et le passage de la Petite-Venise.
Cette voie n'est pas desservie par les bus de la TRACE.

## Historique
La rue s’appelait Gatterngasse pendant l'occupation allemande entre 1940 et 1945.